# Peter Blangé
Peter Blangé (Voorburg, 9 december 1964) is een Nederlands volleybalspeler en -trainer. Hij nam viermaal deel aan de Olympische Spelen. In totaal won hij hierbij twee medailles. Van mei 2006 tot december 2010 was hij bondscoach van het Nederlands volleybalteam.

## Carrière als speler
Hij begon zijn volleybalcarrière als elfjarige bij Tonegido in zijn geboorteplaats. Daarna speelde hij onder andere voor Starlift en Brother Martinus. Vanaf 1990 kwam hij uit in Italië (1990-91 Catania, 1991-96 Parma, 1997-99 Treviso) en Duitsland (1996-97 Moerser SC).
Blangé debuteerde in de Nederlandse ploeg in 1984. Hij maakte deel uit van de lange mannen die tijdens de Olympische Zomerspelen 1992 in Barcelona zilver wonnen en vier jaar later in Atlanta olympisch kampioen werden. Hij kwam in totaal 500 keer uit voor Oranje en is daarmee Nederlands recordinternational. Met de nationale ploeg werd hij in 1997 Europees kampioen en won hij negenmaal de World League Volleyball.

## Trainersloopbaan
Na zijn spelersloopbaan werd Blangé trainer van ORTEC.Nesselande in Rotterdam. Hij leidde die club naar twee landstitels, de nationale beker en de finale van de Top Teams Cup. Bezoekers van de website volleybalstatistieken.nl kozen hem tot beste trainer van 2004/2005.
Sinds mei 2006 was Peter Blangé bondscoach van Nederland. In mei 2007 maakte hij bekend zich volledig te willen richten op het Nederlands team en te stoppen met ORTEC.Nesselande.
Nadat de volleyballers zich niet wisten te plaatsen voor het WK 2010 en het EK 2011, werd besloten niet deel te nemen aan de World League 2011 en zich volledig op de Olympische Spelen van 2016 te gaan richten. Hierdoor ontstond er onrust en onvrede in de ploeg. Na goed overleg met de volleybalbond besloot Blangé in december 2010 te stoppen als bondscoach.

## Trivia
Blangé woont in Oegstgeest samen met atlete Brigitte Pletting. Samen hebben ze drie kinderen: een dochter en twee zonen (tweeling).
Edwin Benne · Peter Blangé · Ron Boudrie · Marco Brouwers · Teun Buijs · Rob Grabert · Pieter Jan Leeuwerink · Jan Posthuma · Avital Selinger · Martin Teffer · Ronald Zoodsma · Ron Zwerver
Edwin Benne · Peter Blangé · Ron Boudrie · Henk-Jan Held · Marko Klok · Jan Posthuma · Avital Selinger · Martin Teffer · Martin van der Horst · Olof van der Meulen · Ronald Zoodsma · Ron Zwerver
Peter Blangé · Rob Grabert · Guido Görtzen · Henk-Jan Held · Misha Latuhihin · Jan Posthuma · Brecht Rodenburg · Richard Schuil · Bas van de Goor · Mike van de Goor · Olof van der Meulen · Ron Zwerver
Peter Blangé · Albert Cristina · Martijn Dieleman · Bas van de Goor · Mike van de Goor · Guido Görtzen · Martin van der Horst · Joost Kooistra · Reinder Nummerdor · Richard Schuil